# Bishop’s Frome
Bishop’s Frome – wieś w Anglii, w hrabstwie Herefordshire. Leży 18 km na północny wschód od miasta Hereford i 178 km na północny zachód od Londynu.